# TS Malekesa
TS Maleksa is een voetbalclub uit Congo-Kinshasa uit de stad Goma. Ze komen uit in het Linafoot, de hoogste voetbalcompetitie van Congo-Kinshasa. Het team speelt zijn thuiswedstrijden in het Stade de Virunga, een relatief klein stadion met een capaciteit van ruim 8.000 toeschouwers.